# Last Hope
Last Hope ist ein vom NG:DEV.TEAM in Deutschland entwickeltes Shoot'em up, das für SEGA Dreamcast und Neo Geo erschien.
Das Spiel ist ein Shoot ’em up der alten Schule und ähnelt Klassikern des Genres, wie etwa R-Type, Gradius, und insbesondere Pulstar. Last Hope verfügt über handgezeichnete Sprites und vorgerenderte Hintergründe, das Verpackungsdesign lehnt sich sehr an Spiele japanischer Machart an. Die Entwickler bezeichnen es als ein taktisches Shoot-’em-up-Spiel.
Am 10. Juli 2006 erschien eine streng limitierte Auflage von Last Hope für Neo Geo AES und Neo Geo CD. Von der Version für Neo Geo AES erschienen lediglich 60 Exemplare, die Neo Geo CD war auf 500 Stück begrenzt.
Die Dreamcast-Version erschien ein halbes Jahr später und wurde vom Münchner Videospiele-Publisher redspotgames vertrieben. Last Hope ist das bisher erfolgreichste Dreamcast-Spiel ohne offizielle Lizenz von Sega. Ähnlich erfolgreich wie Last Hope war nur das 2003 erschienene Feet of Fury. Eine Veröffentlichung ohne offizielle SEGA-Lizenz wurde durch die Verwendung von KallistiOS, einem freien Entwicklerpaket für Dreamcast, ermöglicht.

## Last Hope: Pink Bullets
Im September 2009 veröffentlichte das NG:DEV.TEAM eine überarbeitete Version von Last Hope, Last Hope: Pink Bullets. Neben einem vereinfachten Schwierigkeitsgrad wurden auch einige Grafiken verändert. Diese Version wurde vom NG:DEV.TEAM ohne Publisher selbst veröffentlicht und erschien ausschließlich für Dreamcast.